# Melania Urbina
Melania Martha Urbina Keller, née le 30 septembre 1977 à Lima, est une actrice et présentatrice de télévision péruvienne. Elle joue notamment dans les films Ciudad de M, Paloma de papel, Django : la otra cara, Ojos que no ven et Mariposa negra. Elle remporte deux prix de la meilleure actrice latino-américaine au Festival du cinéma espagnol de Malaga. Se principaux rôles sont Monserrat Chafloque dans la série télévisée Al fondo hay sitio et Ana Salas dans De vuelta al barrio.

## Biographie
Melania Urbina passe son enfance entre le Pérou, l'Équateur et le Venezuela. Elle étudie à l'école Santa Úrsula dans le district de San Isidro à Lima. Après avoir obtenu son diplôme, elle commence un cursus en sciences de la communication à l'université de Lima, mais l'abandonne pour poursuivre une carrière d'actrice,.
Après des débuts au théâtre en 1994, elle fait ses débuts à la télévision en 1996, dans la telenovela Cuchillo y Malú, produit par Iguana Producciones. En 2000, après avoir joué divers rôles dans plusieurs telenovelas nationales, elle fait ses débuts au cinéma dans Ciudad de M.
En 2001, elle est à l'affiche du film Bala Perdida et de la pièce Fausto. L'année suivante, elle joue dans le film controversé Django : la otra cara avec Giovanni Ciccia, dans le rôle de Melissa « La chica dinamita », jouant pour la première fois un personnage à fort contenu sexuel.
En 2003, Melania Urbina joue dans Ojos que no ven, réalisé par Francisco José Lombardi puis, l'année suivante, dans Paloma de papel, réalisé par Fabrizio Aguilar. Elle a une scène de nu en 2005, dans Mañana te cuento, où elle joue le rôle d'une prostituée. La même année, elle joue dans Un día sin sexo, réalisé par Frank Pérez-Garland.
En 2004, elle reçoit le prix La Kimera de la meilleure actrice au premier festival international de courts métrages La Noche de los Cortos, pour son interprétation dans le court métrage No eres tú ? également réalisé par Pérez-Garland.
En 2005, elle obtient le premier rôle dans la telenovela María de los Ángeles,.
En 2006, elle joue dans la série péruvienne Mi problema con las mujeres, nommée aux International Emmy Awards en 2008. Au cinéma, elle a le rôle principal dans Mariposa negra de Francisco José Lombardi, nommé pour le prix Goya du meilleur film ibéroaméricain. Ce film lui vaut le prix de la meilleure actrice au Festival de Biarritz, cinémas et cultures d'Amérique latine, et le prix de la meilleure actrice latino-américaine au Festival du cinéma espagnol de Malaga. En 2007, elle joue le rôle d'Althea dans la série policière péruvienne La gran sangre : la película.
En 2008, elle apparait dans un épisode de la série Tiempo Final de la Fox, et joue dans le film péruvien Mañana te cuento 2.
En 2009, elle joue dans le film El Premio, et dans la pièce Les Sorcières de Salem. En 2010, elle a joué dans la reprise de cette pièce, ainsi que dans Cyrano de Bergerac et La Mouette.
En 2011, Melania Urbina interprète le rôle de Micaela Villegas, une actrice de théâtre métisse et amante du vice-roi Manuel de Amat y Junyent (en) dans la telenovela La Perricholi. Elle participe également au film Mono con gallinas, aux côtés de Bruno Odar et Pietro Sibille. Cette production équatorienne traite du conflit entre le Pérou et l'Équateur.
En 2012, elle intègre la distribution du feuilleton Corazon de Fuego dans le rôle de Marinés et signe pour être l'image publicitaire de Head & Shoulders. Melania Urbina fait également ses débuts sur TV Perú, en tant que présentatrice de Tiempo después. Au théâtre, elle intègre la distribution de la pièce comique Toc toc sous la direction de Juan Carlos Fisher.
Elle commence l'année 2013 avec la reprise de la pièce Toc Toc, qui est jouée pendant un semestre. Elle rejoint également la distribution de la série Al fondo hay sitio sur América Televisión. En 2017, elle intègre la distribution de la série péruvienne De vuelta al barrio, dans le rôle d'Ana Lucia Salas García.

## Filmographie
| Année | Titre                         | Personnage                    | Notes         |
| ----- | ----------------------------- | ----------------------------- | ------------- |
| 2000  | Ciudad de M                   | Karina                        |               |
| 2001  | Bala Perdida                  | Prostituée                    |               |
| 2002  | Django: la otra cara          | Melissa « La chica dinamita » |               |
| 2003  | Ojos que no ven               | Mercedes Lobatón              |               |
| 2003  | Paloma de papel               | Yeni                          |               |
| 2004  | No eres tú?                   |                               | Court-métrage |
| 2005  | Mañana te cuento              | Biviana                       |               |
| 2005  | Un día sin sexo               | Lisa                          |               |
| 2006  | Mariposa negra                | Gabriela                      |               |
| 2007  | La gran sangre: la película   | Althea                        |               |
| 2008  | Mañana te cuento 2            | Biviana                       |               |
| 2009  | De noche                      | Femme                         | Court-métrage |
| 2009  | El premio                     | Lisbeth                       |               |
| 2010  | Las reglas del juego          | Épouse                        | Court-métrage |
| 2012  | Mono con gallinas             | Dolores                       |               |
| 2015  | Encadenados                   | Natalia                       |               |
| 2017  | Django: sangre de mi sangre   | Melissa « La chica dinamita » |               |
| 2018  | Asu mare 3                    | Brenda                        |               |
| 2019  | Django: En el nombre del hijo | Melissa « La chica dinamita » |               |

| Année     | Titre                       | Personnage                                              | Notes                          |
| --------- | --------------------------- | ------------------------------------------------------- | ------------------------------ |
| 1996      | Cuchillo y Malú             | Malú                                                    | Rôle principal                 |
| 1997      | Andrea, tiempo de amar      |                                                         |                                |
| 1997      | Lluvia de arena             |                                                         |                                |
| 1998      | Cosas del amor              | Camila Casares                                          |                                |
| 1999      | María Emilia, querida       | Leopoldina "Nina" Gómez                                 |                                |
| 2000–2001 | Milagros (telenovela)       | Macarena San Martín Rivera                              |                                |
| 2005      | María de los Ángeles        | María                                                   | Rôle principal                 |
| 2006      | Decisiones                  | Tatiana                                                 | épisode "El novio de mi madre" |
| 2006      | Mi problema con las mujeres | Adriana                                                 |                                |
| 2008      | Tiempo Final                | Nora                                                    | épisode « Lesbianas »          |
| 2010      | El gran show                | Concursante                                             | 2 épisodes                     |
| 2011      | La Perricholi               | Micaela Villegas                                        | Rôle principal                 |
| 2012      | Corazón de fuego            | Marinés                                                 |                                |
| 2012–2013 | Tiempo después              | Elle-même                                               | Présentatrice                  |
| 2013–2016 | Al fondo hay sitio          | María de Monserrat Chafloque Neciosup « La Monsefuana » | Rôle principal                 |
| 2017–2021 | De vuelta al barrio         | Ana Lucia Salas García                                  | Rôle principal                 |

| Année     | Titre                    | Personnage       | Notes                                   |
| --------- | ------------------------ | ---------------- | --------------------------------------- |
| 1994      | Transmigración del avaro |                  |                                         |
| 1995      | Medea, la encantadora    |                  |                                         |
| 1997      | Roméo et Juliette        | Juliette         |                                         |
| 1999      | Generación "Y"           |                  |                                         |
| 2000      | Paralelos secantes       |                  |                                         |
| 2001      | El Viaje                 |                  |                                         |
| 2002      | Faust                    |                  |                                         |
| 2004      | Mi mamá me dijo          |                  |                                         |
| 2009–2010 | Les Sorcières de Salem   | Abigaíl Williams | Théâtre La Plaza deux saisons           |
| 2010      | Les Monologues du vagin  | Interprète       | Représentation unique                   |
| 2010      | Cyrano de Bergerac       | Roxane           |                                         |
| 2010      | La Mouette               | Nina             |                                         |
| 2011      | ¿Y donde está el tenor?  | Maggie           |                                         |
| 2012–2013 | Toc toc                  | Lili             | Théâtre Mario Vargas Llosa deux saisons |